# GreenJolly
GreenJolly (Ukrainska: Ґринджоли) är en rapgrupp från Ukraina. De är mest kända för låten Razom Nas Bahato, Nas Ne Podolaty, som blev en inofficiell sång under Orangea revolutionen 2004.
Låten valdes som Ukrainas bidrag i Eurovision Song Contest 2005, som arrangerades i Kiev. I den nationella uttagningen hade bidraget lagts till som joker när redan femton semifinaler hade avgjorts. Bidraget vann sedan över den favorittippade Ani Lorak.  
Inför den internationella finalen fick låtens text skrivas om, då tävlingen inte tillåter politiska budskap i texterna. Bidraget hade ett enormt stöd av publiken på plats, men efter omröstningen slutade bidraget på 20:e plats med högsta poäng endast från Polen.